# 少女単体
少女単体（しょうじょたんたい）は日本の劇団。主宰者である苅谷文（かりやあや）のソロプロジェクト。

従来の演劇のスタイルに捕われない自由な発想、女性一人で公演をトータルプロデュースし、出演するというスタイルで注目される。
自身のヌードを起用した過激なチラシも話題となる。
インターネット演劇大賞「話題賞」を「少女単体問題」で受賞。
インターネット掲示板の書き込みを宣伝に利用していると言われており、その行為が批判の対象になることも多い（本人は否定している）。
かつては演劇系ブロガーを無料で公演に招待していた。
公演時は受付で「自己責任帳」というノートに氏名を記入させるという独特のスタイルをとる。
自身が契約していたチラシ配布業者と揉めた際、その社長がパネラーとして出席したイベントに乱入。ファン数名と入場するために追加発売のチケットを買い占めようとしたため、純粋にイベントに参加したかった人が入場できないなど、混乱を招いた。このイベントの主催者は少女単体とまったく関わりがなかった。
以上のように、私的に反目した人物への過剰な攻撃と思われるものも多く、「パフォーマンスではなくただの迷惑行為」と評価するむきもある。

## 沿革
- 2003年12月、主宰者である苅谷文が所属事務所とは別に自主企画として『少女単体』を旗揚げ。
- 2004年1月、『ベイビー、オレをみてくれ』公演。
- 2004年7月、『少女単体』公演。
- 2004年8月、「銭形金太郎」(テレビ朝日系)に1人11役ビンボーさんとして出演。
- 2004年12月、『膣』公演
- 2005年4月、『膣』を大阪で上演。
- 2005年3月、「NNNドキュメント」監督・松村克弥(日本テレビ系)で「ニート」として取り上げられる。しかし、実際にはニートではなく、すでに女優として活動していたことから、批判を浴びた。この頃、事務所を辞めたと推測される。また、番組では、最後に映像制作会社でバイトを始める様子が放映されたが、ここも当時、平野勝之が所属していたシネマユニット・ガスで広報として仕事をしていた。
- 2005年4月、「少女単体問題」が2004年度日本インターネット演劇大賞話題賞を受賞。
- 2005年5月、シークレットライブとして『料理教室』を行う。内容は次回公演「ロミオとジュリエット」の予告編であった。シークレットライブではあるが、実際にはDMをもらって参加した者も多かった。
- 2005年8月、北海道で自転車ツーリング中のAV監督・平野勝之を自転車で追いかけるというドキュメンタリーを撮影（未公開）。その際、北海道で出会ったある男性に対して行ったフェラチオ行為をブログ上で赤裸々に公開。
- 2006年1月、『ロミオとジュリエット』公演。私生活で関わりのあった人物を社会的に抹殺しかねない内容だったため、「真実か」「創作か」と話題になる。観客として現場に居合わせた徳保隆夫氏は自身のブログで、この作品が「芝居ではなくいやがらせ」の可能性も排除できないことを示唆している。
- 2006年11月、インターネットを通じて応募してきた3名のファンに対して、『恋人は障害者 製作発表＆記者会見』を行う。内容は公演の予告と懇親。
- 2006年11月、インターネットを通じて応募してきたファン4名に対して、シークレットライブ『「恋人が障害者」のチラシを考える会』を行う。チラシデザイナーのイベントに乱入するというもの。
- 2006年12月、ブログ「『恋人が障害者』までの道のり」において、第5回公演『恋人が障害者』をもって演劇をやめると宣言。
- 同月、『恋人が障害者』公演。

以後はネットを媒体にしたパフォーマンスのみを行っている。
- 2024年現在、無期限活動停止中。

## 公演リスト

### 公演
- 第1回公演『ベイビー、オレをみてくれ』 2004年2月13日、下北沢VOICE FACTORY
- 第2回公演『少女単体』 2004年7月30日 - 31日、西荻WENZスタジオ
- 第3回公演『膣』 2004年12月31日 - 2005年1月1日、西荻WENZスタジオ、『膣・大阪バージョン』 2005年4月1日 - 2日、in→dependent theatre 2nd
- 第4回公演『ロミオとジュリエット』 2006年1月31日、北沢タウンホール
- 第5回公演『恋人が障害者』 2006年12月21日 - 23日、板橋区立グリーンホール

### シークレットライブ
- 『料理教室』 2005年5月17日、西荻WENZスタジオ
- 『「恋人が障害者」のチラシを考える会』 2006年12月16日、武蔵野商工会館

### そのほか
- 『恋人は障害者 製作発表＆記者会見』 2006年11月26日、板橋区立グリーンホール
- 『かわいい女 朗読会』 2007年1月10日
- 『かわいい女 朗読会 第2回戦』 2007年1月20日

※本人のブログ以外に記録がないため、実際には観客はいなかったのではないかという説もある。

## そのほか

### 監督
- 『E女A女3〜50人の巨乳女を集団催眠で操ってちょっとHなコトしてみませんか？』ソフトオンデマンド（GORIと連名）